# 劉疆馳
劉疆馳（1992年3月15日—），四川雅安人，是中國男子射擊運動員。於 2022年亞洲運動會射擊比賽男子雙向飛碟團體項目中獲得金牌（搭檔為吳雲軒、韓旭），同時於雙向飛碟混合團體項中獲得銅牌（搭檔為江伊婷）。